# 巴尔萨莫
巴尔萨莫是巴西圣保罗州的一个市镇。总面积150.41平方公里，总人口7761人，人口密度51.6人/平方公里。